# 无政府主义者国际联盟
无政府主义者国际联盟（英語：International Union of Anarchists，缩写为IAU，缩写为）是一个已不存在的无政府共产主义国际组织。
该组织成立于2011年11月21日，参加成立会议的有来自乌克兰、以色列、德国、拉脱维亚和俄罗斯的代表。该组织的成员包括乌克兰、俄罗斯、以色列、拉脱维亚、白俄罗斯和西班牙的全国性组织以及德国和瑞典的个人成员。该组织还与保加利亚、哈萨克斯坦、立陶宛、法国、突尼斯和叙利亚的无政府主义者有联系 。
该组织的主要目标是协调各种无政府主义组织的活动，并按照联合自治的信条重组社会。